# Theodora Büttner
Theodora Büttner (geb. Reichel; * 17. Juni 1930 in Thum, Erzgebirge), auch als Thea Büttner bekannt, ist eine deutsche Historikerin und Afrikawissenschaftlerin. Sie war von 1968 bis 1990 Professorin für Geschichte Afrikas an der Karl-Marx-Universität Leipzig. Büttner forschte zur präkolonialen Geschichte Afrikas und zu antikolonialen Befreiungsbewegungen.

## Leben
Die Tochter einer Verkäuferin und eines kaufmännischen Angestellten studierte nach dem Abitur von 1949 bis 1953 Geschichte, Anglistik und Pädagogik an der Universität Leipzig. Ab 1946 war sie Mitglied der FDJ, 1953 trat sie in die SED ein. Im selben Jahr schloss sie als Diplom-Historiker ab und wurde wissenschaftliche Assistentin am Institut für Philosophie bzw. ab 1954 am Institut für Allgemeine Geschichte der Karl-Marx-Universität Leipzig (KMU). 1957 promovierte Büttner bei Heinrich Sproemberg in Leipzig mit einer Arbeit über die sozial-religiöse Bewegung der Circumcellionen im spätantiken Nordafrika. Von 1961 bis 1965 arbeitete sie als Oberassistentin an der Abteilung Mittelalter des Instituts für Allgemeine Geschichte. 1965 habilitierte sie sich mit einer Studie über die sozialökonomische Struktur der Region Adamaoua im heutigen Kamerun im 19. Jahrhundert und erhielt die Venia legendi (Lehrbefugnis) für Geschichte Afrikas.
Büttner wurde 1966 Dozentin für Geschichte Afrikas am Afrika-Institut der Universität Leipzig, 1968 wurde sie zur ordentlichen Professorin für Geschichte Afrikas ernannt. Sie leitete von 1968 bis 1990 die Fachgruppe Geschichte innerhalb der Sektion Afrika- und Nahostwissenschaften der KMU, von 1969 bis 1973 war sie stellvertretender Sektionsdirektor und von 1975 bis 1978 Leiter des Lehr- und Forschungsbereiches Afrika. Von 1988 bis 1992 war Büttner korrespondierendes Mitglied der Akademie der Wissenschaften der DDR. 1990 wurde sie emeritiert.
Sie war mit dem Afrikanisten und Hochschullehrer Kurt Büttner verheiratet.

## Werke
- Theodora Büttner: Die sozialreligiöse Bewegung der Circumcellionen (Agoniten). in: Hellmut Kretzschmar: Vom Mittelalter zur Neuzeit: Zum 65. Geburtstag von Heinrich Sproemberg. Rütten & Loening, Berlin 1956, DNB 455301425, (= Forschungen zur mittelalterlichen Geschichte, Band 1).
- Theodora Büttner. Die Circumcellionen, eine sozial-religiöse Bewegung, Leipzig 1957, DNB 480701229, Dissertation Universität Leipzig, 14. September 1957.
- Theodora Büttner, Ernst Werner: Circumcellionen und Adamiten, 2 Formen mittelalterlichen  Haeresie, Akademie-Verlag, Berlin 1959, DNB 450691853 (= Forschungen zur mittelalterlichen Geschichte, Band 2).
- Thea Büttner: Die sozialökonomische Struktur Adamauas im 19. Jahrhundert, Leipzig 1965, DNB 481284508 (Habilitationsschrift Universität Leipzig 11. Juni 1965).
- Theodora Büttner (Hrsg.): Revolution und Tradition. Zur Rolle der Tradition im antiimperialistischen Kampf der Völker Afrikas und Asiens. Materialien eines Symposiums der Sektion Afrika- und Nahostwissenschaft, Karl-Marx-Universität Leipzig, und der Sektion Orient- und Altertumswissenschaft, Martin-Luther-Universität Halle, vom 10. – 11. November 1969. Karl-Marx-Universität, Leipzig 1971, DNB 457929952.
- Theodora Büttner (Hrsg.): Geschichte Afrikas, 4 Bände, Akademie-Verlag, Berlin / Pahl-Rugenstein, Köln, 1976 bis 1984 (die 2. Auflage Köln 1985 unter dem Titel: Afrika: Geschichte von den Anfängen bis zur Gegenwart):
  - Teil 1: Thea Büttner: Afrika von den Anfängen bis zur territorialen Aufteilung Afrikas durch die imperialistischen Kolonialmächte 1976, 1985, ISBN 3-7609-0433-5.
  - Teil 2: Heinrich Loth: Afrika unter imperialistischer Kolonialherrschaft und die Formierung der antikolonialen Kräfte, 1884-1945 1976, 1985, ISBN 3-7609-0436-X
  - Teil 3: Christian Mährdel u. a.: Afrika vom Zweiten Weltkriege bis zum Zusammenbruch des imperialistischen Kolonialsystems. 1983, 1985, ISBN 3-7609-0437-8.
  - Teil 4: Thea Büttner: Afrika vom Zusammenbruch des imperialistischen Kolonialsystems bis zur Gegenwart. 1984, 1985, ISBN 3-7609-0438-6.
- Thea Büttner, Albin Kress (Hrsg.): African studies = Afrika Studien Akademie-Verlag, Berlin 1990. ISBN 3-05-000625-0 (= Studien über Asien, Afrika und Lateinamerika, Band 40).